# Miguel Ángel Yunes Márquez
Miguel Ángel Yunes Márquez (Xalapa, Veracruz; 4 de mayo de 1976) es un político mexicano, exmiembro del partido Partido Acción Nacional. Desde el 1 de septiembre de 2024 se desempeña como senador de la República por Veracruz. 
Anteriormente, fue presidente municipal de Boca del Río en dos ocasiones: de 2008 a 2010 y de 2014 a 2017, y diputado local al Congreso del Estado de Veracruz de 2004 a 2007. Se desempeñó también como coordinador de alcaldes panistas del Estado de Veracruz.
En 2024, participó en la aprobación de la reforma al poder judicial en el Senado, lo que resultó en su expulsión del Partido Acción Nacional (PAN). Su postura generó críticas de algunos sectores que lo calificaron como «traidor a la patria».

## Vida personal
Miguel Ángel Yunes Márquez nació el 4 de mayo de 1976 en la capital de Veracruz, Xalapa-Enríquez. Hijo de Miguel Ángel Yunes Linares, exgobernador de Veracruz y ex director general del ISSSTE durante el gobierno de Felipe Calderón, y hermano de Fernando Yunes Márquez, senador y alcalde de Veracruz (2018-2021). Es Licenciado en Finanzas Internacionales y laboró en instituciones bancarias en Miami, Florida.
Estuvo casado con Patricia Lobeira Rodríguez, actual alcaldesa de Veracruz, con la cual tiene tres hijos.

## Candidato a gobernador de Veracruz
Yunes Márquez, siendo alcalde de Boca del Río, reconoció en julio de 2017 sus aspiraciones a la candidatura a gobernador por la coalición Partido Acción Nacional (PAN) y el Partido de la Revolución Democrática (PRD).
El 22 de diciembre, el PAN emitió su convocatoria para elegir candidato a gobernador, anunciando que las solicitudes se recibirían entre el 22 y el 24 de diciembre. Al día siguiente, Yunes Márquez se registró como precandidato. En enero de 2018, el Comité Ejecutivo Nacional del Partido de la Revolución Democrática (PRD) aprobó la alianza electoral con el PAN y MC en Veracruz y otros cuatro estados.
Los tres partidos registraron la coalición «Por Veracruz al Frente» ante el OPLE el 3 de enero. Se determinó una alianza total para gobernador y diputaciones locales. El PAN elegiría el candidato a la gubernatura y tendría quince distritos para diputados, ocho el PRD y siete MC. En cada distrito, las formaciones elegirían su método de selección. En este sentido, a inicios de febrero, cuatro diputados locales de PAN se registraron ante su partido para buscar la reelección. Como precandidato único, Yunes Márquez inició su precampaña el 3 de enero. Su postulación, recibió críticas por tratarse del hijo del gobernador. En el inicio de su precandidatura, Yunes indicó que no daría continuidad a la administración de su padre y negó que se haya buscado beneficiar a su familia. Se registró como precandidato del PRD el 24 de enero y seis días después hizo lo propio con MC. Finalizó su precampaña el 10 de febrero en un mitin con Ricardo Anaya, precandidato panista a la presidencia. Diez días después asumió como candidato del PAN a la gubernatura. El 19 de marzo, se registró ante la autoridad electoral como candidato de la coalición «Por Veracruz al Frente».
Participó en la elección del 2 de julio de 2018 como candidato de la coalición Por Veracruz al Frente. Como resultado de su participación, obtuvo un 38.39 % del voto contra el 44.03 % de Cuitlahuac García, lo que le valió el segundo lugar. 

## Senador de la República
En las elecciones de 2024, compitió en la carrera por el Senado, ahora bajo la coalición Fuerza y Corazón por Veracruz, obteniendo un 28.65 % del voto. Esto le valdría el segundo lugar y su entrada a la Cámara Alta como primera minoría.

### Expulsión del PAN
El 11 de septiembre de 2024, la Comisión Permanente Nacional del PAN anunció la expulsión de Miguel Ángel Yunes Márquez y de su padre y senador suplente, Miguel Ángel Yunes Linares, tras su votación a favor de la reforma al poder judicial propuesta por el presidente Andrés Manuel López Obrador.

### Presidente de la Comisión de Hacienda en el Senado
El 13 de febrero de 2025, Miguel Ángel Yunes Márquez fue nombrado presidente de la Comisión de Hacienda del Senado de la República, posición que corresponde al partido Morena. Esto, luego de que el Pleno de la Cámara Alta aprobara cambios en las Comisiones Permanentes a propuesta de la Junta de Coordinación Política, que preside el coordinador morenista Adán Augusto López Hernández. El 18 de febrero, se incorporó formalmente al Movimiento Regeneración Nacional (Morena).